# Dethawia splendens
Dethawia splendens là một loài thực vật có hoa trong họ Hoa tán. Loài này được (Lapeyr.) Kerguélen mô tả khoa học đầu tiên năm 1993.